# Calliophis nigrescens
Calliophis nigrescens е вид змия от семейство Elapidae.

## Разпространение
Видът е разпространен в Индия (Гоа, Гуджарат, Карнатака, Керала, Махаращра и Тамил Наду).